# Большое Свинорье
Большо́е Свино́рье — деревня в Новомосковском административном округе Москвы (до 1 июля 2012 года была в составе Наро-Фоминского района Московской области). Входит в состав района Внуково.

## История
На плане Генерального межевания 1784 года село значится как Свинорье. В 1892—1895 годах в селе была построена церковь Спаса Нерукотворного Образа, сохранившаяся до наших дней. С 1911 года в документах фигурируют Большое Свинорье и Малое Свинорье. Деревня Малое Свинорье была упразднена и сохранилось только Большое Свинорье. Название происходит от слова «свинорой» — «свиное пастбище или пустырь».
В середине XIX века село Свинорье относилось к 1-му стану Звенигородского уезда Московской губернии и принадлежало поручику Кочергину Б. И. и господам Кокошкиным, в селе была православная церковь, крестьян 22 души мужского пола и 19 душ женского.
В «Списке населённых мест» 1862 года — владельческое село 1-го стана Звенигородского уезда по левую сторону Ново-Калужского тракта из Москвы на село Нара Верейского уезда, в 26 верстах от уездного города и 26 верстах от становой квартиры, при речке Свинорке, с 22 дворами, церковью и 136 жителями (62 мужчины, 74 женщины).
По данным на 1899 год — село Перхушковской волости Звенигородского уезда с 77 жителями.
В 1913 году — 19 дворов и земское училище.
По материалам Всесоюзной переписи населения 1926 года — центр Свинорьевского сельсовета Перхушковской волости Звенигородского уезда в 8,5 км от Можайского шоссе и 6,4 км от станции Апрелевка Киево-Воронежской железной дороги, проживало 132 жителя (57 мужчин, 75 женщин), насчитывалось 28 хозяйств, из которых 25 крестьянских, имелась школа 1-й ступени.
1929—1930 гг. — населённый пункт в составе Звенигородского района Московского округа Московской области.
1930—1963, 1965—2012 гг. — в составе Наро-Фоминского района Московской области.
1963—1965 гг. — в составе Звенигородского укрупнённого сельского района Московской области.

## Население
| 1852 | 1859 | 1890 | 1899 | 1926 | 2002 | 2006 |
| ---- | ---- | ---- | ---- | ---- | ---- | ---- |
| 41   | ↗136 | ↗146 | ↘77  | ↗132 | ↘70  | ↘69  |
| 2010 |      |      |      |      |      |      |
| ↘27  |      |      |      |      |      |      |

Согласно Всероссийской переписи, в 2002 году в деревне проживало 70 человек (31 мужчина и 39 женщин); преобладающая национальность — русские (96 %). По данным на 2005 год, в деревне проживало 69 человек.

## География
Деревня Большое Свинорье находится на Боровском шоссе примерно в 13 км к западу от центра города Московский. Ближайшие населённые пункты — деревни Власово, Шарапово, Санино, Анкудиново и посёлок станции Крёкшино. Севернее деревни Большое Свинорье протекает река Незнайка.
В деревне 6 улиц — Овражная, Перспективная, Полевая, Центральная, Черничная и Черничный проезд, приписано садоводческое товарищество. Связана автобусным сообщением с аэропортом Внуково и станцией метро Тёплый Стан.

## Достопримечательности

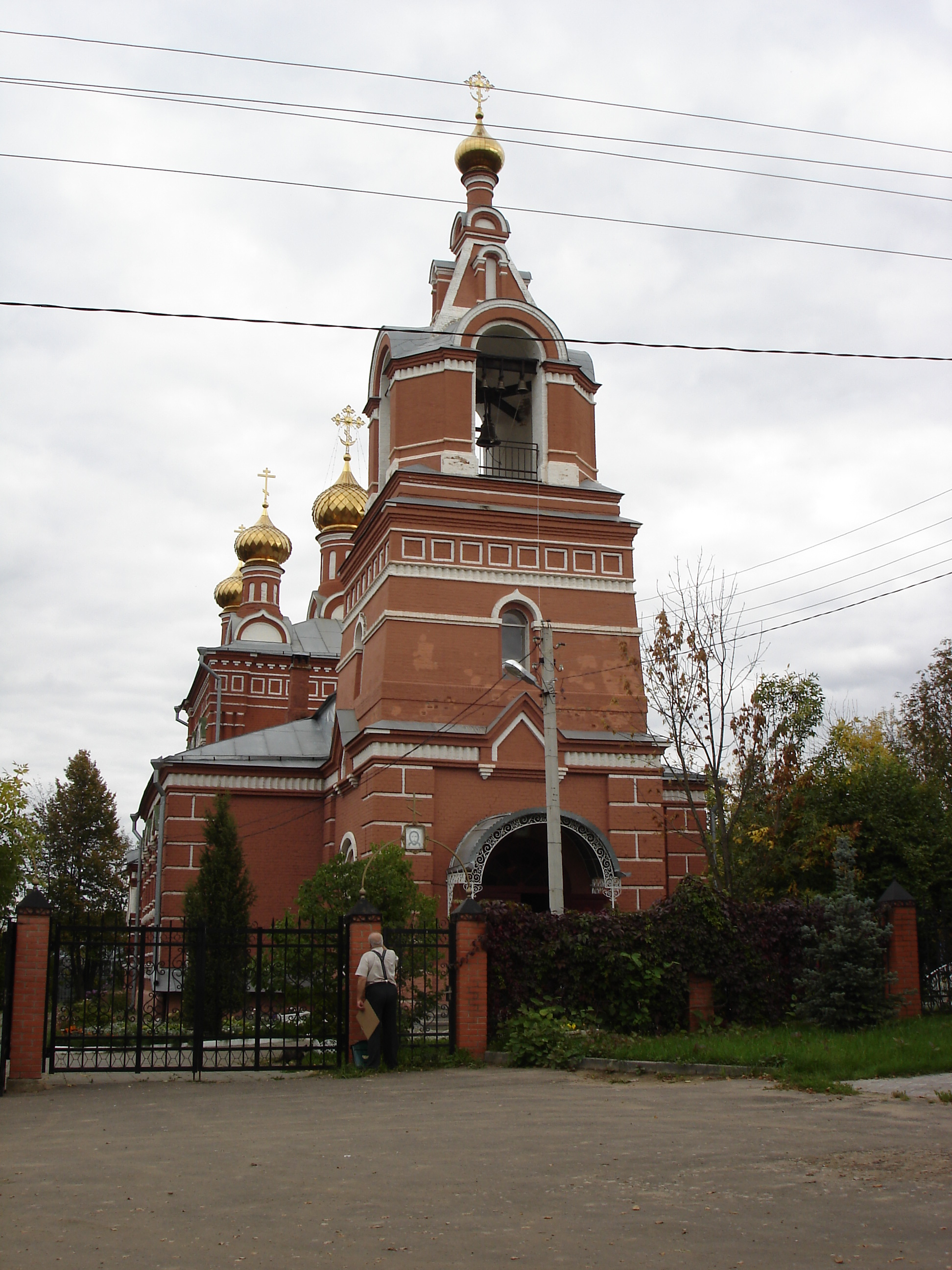
Церковь Спаса Нерукотворного Образа

В деревне Большое Свинорье находится церковь Спаса Нерукотворного Образа, построенная в 1892—1895 годах в русском стиле по проекту архитектора С. В. Крыгина. Церковь имеет типичное продольно-осевое построение. Двухсветный четверик храма венчает пятиглавие. К трапезной примыкает двухъярусная колокольня. Церковь не закрывалась в советское время. Церковь Спаса Нерукотворного Образа является памятником архитектуры местного значения.
В деревне есть памятник погибшим в Великой Отечественной войне.